# تاج العروس الحاوي لتهذيب النفوس
كتاب تاج العروس الحاوي لتهذيب النفوس  للمؤلف: الإمام ابن عطاء الله السكندري، في التصوف. كتاب يتناول موضوع تهذيب النفوس البشرية والتوبة إلى الله ومناجاة الله وغير ذلك.